# Arquebisbat de Magdeburg
L'Arquebisbat de Magdeburg (alemany Erzbistum Magdeburg) fou una arxidiòcesi de l'Església catòlica Romana i un Principat eclesiàstic del Sacre Imperi Romanogermànic centrat a la ciutat de Magdeburg, al riu Elba.
Planejat des de 955 i establert finalment el 968, l'arquebisbat seria governat posteriorment per administradors, alguns dels quals eren Luterans des del 1545. L'arquebisbat fou heretat per Brandenburg-Prússia el 1680 i, després de ser secularitzat, va formar el Ducat de Magdeburg com a entitat dins els dominis prussians.
La Diòcesi Catòlica Romana de Magdeburg és la diòcesi moderna del ritu llatí de l'Església catòlica Romana situada a l'estat alemany de Saxònia-Anhalt.

## Història
Després de les guerres dels anys 940 i 954, els eslaus de Polàbia s'estengueren fins a l'Oder, i els magiars van penetrar ben endins d'Alemanya, posant en perill Augsburg. A la Batalla de Lechfeld, el 955, foren derrotats i rebutjats. Immediatament, Otó I el Gran va treballar per establir un arquebisbat a Magdeburg, per a l'estabilització i cristianització dels territoris orientals. Desitjava transferir la capital de la diòcesi des de Halberstadt fins a Magdeburg, i fer d'aquesta una arxidiòcesi. Però a això s'hi oposava activament l'arquebisbe de Magúncia, que era el metropolità de Halberstadt. Quan el 962 el papa Joan XII va decretar l'establiment de l'arquebisbat, semblava que Otó havia abandonat els seus plans de transferència de poder entre aquelles ciutats. Les propietats que pertanyien als convents orientals del bisbat (fundat en 937) es convertien en els territoris del nou l'arquebisbat, i els monjos eren transferits al Convent de Berge. L'església arquebisbal va declarar patró a Sant Maurici, i a més rebia noves donacions i subvencions d'Otó.

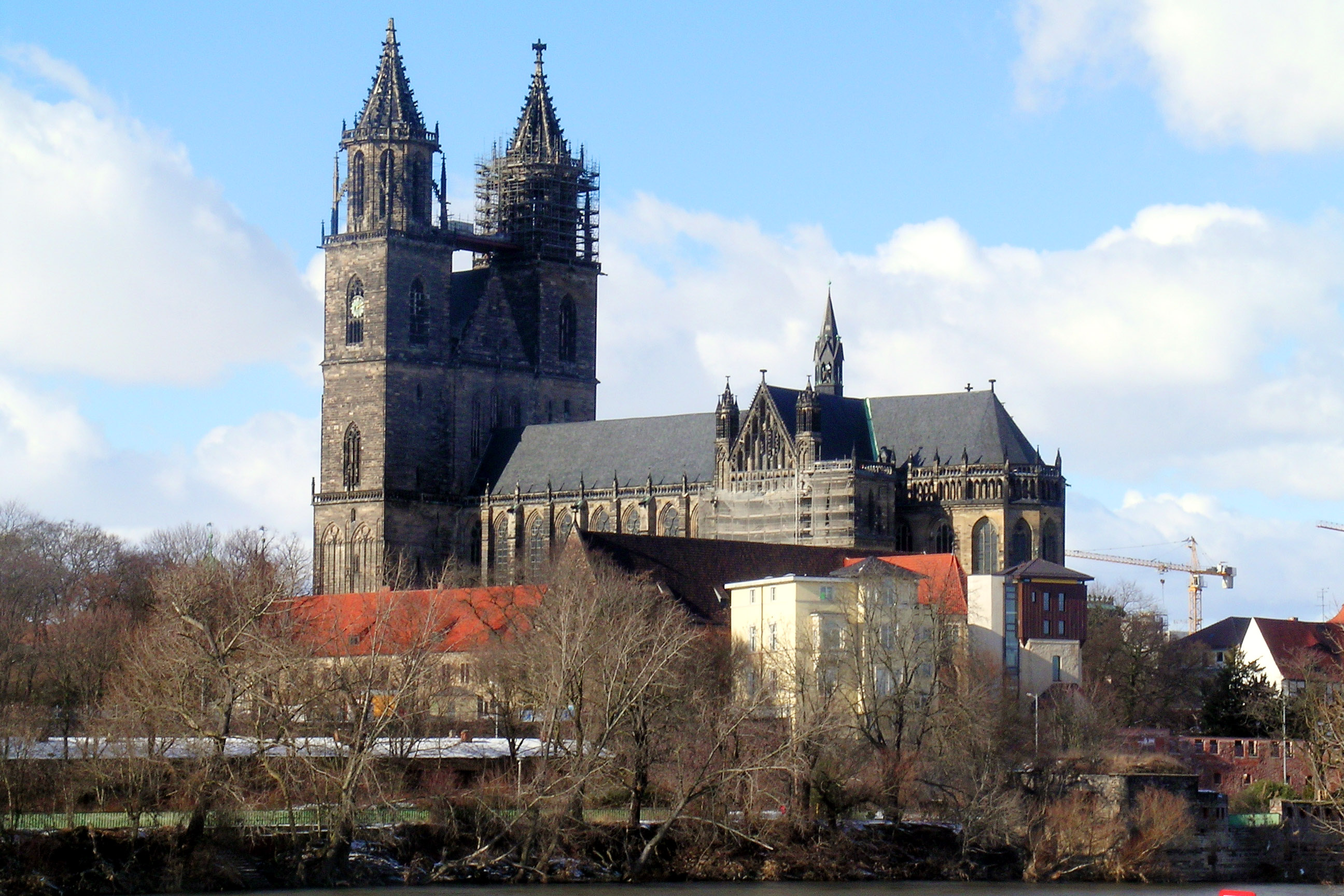
Catedral de Magdeburg.

La nova província eclesiàstica incloïa les diòcesis existents de Brandenburg i Havelberg i les diòcesis de nova fundació de Merseburg, Zeitz, i Meißen. El bisbat de Lebus s'hi va afegir el 1424. La nova arxidiòcesi era a la vora de les regions de frontera entre les tribus eslaves i el Sacre Imperi, i se suposava que havia de promoure el cristianisme entre els eslaus i tribus foranes. El 20 d'abril de 967, l'arquebisbat fou establert solemnement al Sínode de Ravenna en presència del Papa i l'emperador. El primer arquebisbe fou Adalbert, un antic monjo de Sant Maximí a Trèveris, després bisbe missioner a les terres dels russos, i abat de Weissenburg (Wissembourg) a Alsàcia, que fou elegit a la tardor de 968, i va rebre el pal·li a Roma. A finals d'aquell any era entronitzat solemnement a Magdeburg.
La Diòcesi de Magdeburg era petita; comprenia els districtes eslaus de Serimunt, Nudizi, Neletici, Nizizi, i la meitat de Turíngia del nord, als que Halberstadt renunciava. L'escola de la catedral guanyà importància especialment sota l'eficient administració d'Adalbert. L'escolàstic Othrich es considerava l'erudit més gran dels seus temps. Molts homes eminents s'educaren a Magdeburg.
Othrich fou escollit arquebisbe després de la mort d'Adalbert (981). Gisiler de Merseburg per suborn i frau, obtenia possessió de la seu de Magdeburg, i també reeixia temporalment a governar el bisbat de Merseburg (fins a 1004). Entre els successors dignes de menció hi ha el polèmic Geró (1012-23), Werner (1063-78) que fou mort a una batalla contra Enric IV del Sacre Imperi Romanogermànic; i sant Norbert de Xanten, prominent al segle xii (1126-34) i fundador de l'orde dels Premonstratencs.

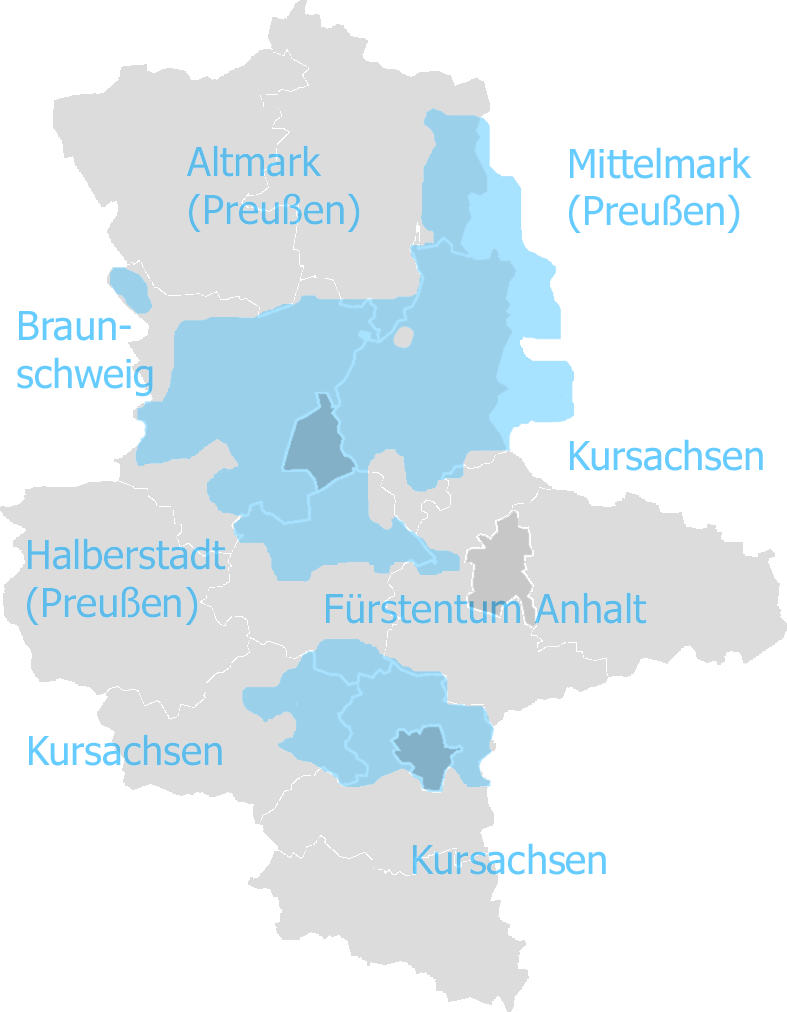
Territoris de Magdeburg (sense Jüterbog) vers 1648, a la moderna Saxònia-Anhalt

L'arquebisbe Wichmann (1152-92) fou més important com a sobirà i príncep del Sacre Imperi Romanogermànic que com a bisbe. Albrecht II (1205-32) es va enfrontar amb Otó II de Brandenburg, marcgravi de Brandenburg (1198-1215), perquè el bisbe havia proclamat la prohibició del Papa contra el marcgravi, i aquesta guerra va assolar l'arquebisbat en gran manera. El 1208 es començà a construir la moderna catedral de Magdeburg, consagrada el 1263, i que restà inacabada. Günther I (1277-79) amb prou feina va evitar un enfrontament seriós amb el marcgravi Otó IV de Brandenburg, que estava enfurismat perquè el seu germà Eric de Brandenburg no havia estat elegit arquebisbe. Els branden burgesos van reeixir finalment forçant Günther i Bernhard (1279-81) a dimitir, i fent arquebisbe a Eric (1283-95).
Al segle xiv i XV l'arquebisbat visqué successos de menor importància. Al segle xvi el cardenal Albert de Magúncia (1513-45), a causa de la seva dèbil posició i afectat per una manca continuada de fons, malgrat l'oposició personal a la Reforma Protestant, donà alguna oportunitat a l'extensió de Luteranisme a la seva diòcesi. No és cert que es convertís en un luterà i desitgés retenir el seu domini com a principat secular; també és fals que a la dieta de Kalbe el 1541 hagués consentit la introducció de la Reforma a canvi de tenir els seus deutes pagats. Els seus successors eren el gelós catòlic Joan Albert de Brandenburg-Ansbach (1545-1550), que, tanmateix, podria fer-hi molt poc, i Frederic IV de Brandenburg, el Gran, que morí el 1552.
Els administradors diocesans del principat eclesiàstic foren prínceps seculars que prenien el lloc de l'arquebisbe i, ells mateixos, així com la majoria del capítol de la catedral i els habitants de la diòcesi, eren normalment protestants. Pertanyien a la Casa de Brandenburg. Guillem Cristià de Brandenburg fou fet presoner el 1631 i enviat a la catòlica Viena. A la pau de Praga de 1635 l'arquebisbat de Magdeburg va passar a August de Saxònia-Weissenfels. Al tractat de Westfàlia (1648), l'expectativa sobre l'arquebisbat fou promesa a Brandenburg-Prússia a la mort d'August. Quan el príncep saxó va morir el 1680, l'arquebisbat fou secularitzat per Brandenburg i convertit en el ducat de Magdeburg.
Les parròquies catòliques i abadies de l'àrea de l'anterior arxidiòcesi es posaren sota supervisió de l'Arxidiòcesi de Colònia el 1648. El 1821, l'àrea fou transferida a la Diòcesi de Paderborn. El 1994 es va fundar a l'àrea la diòcesi de Magdeburg.

## Episcopologi i administradors
Arquebisbes de Magdeburg
- Adalbert 968–981
- Giselmar 981–1004
- Tagino 1004–1012
- Waltaro 1012
- Geró 1012–1023
- Humfrid 1023–1051
- Engelhard 1052–1063
- Werner de Steutzlingen 1064–1078
- Hartwig de Spanheim 1079–1102
- Enric I d'Assel 1102–1107
- Adalgod d'Osterberg 1107–1119
- Rudigar de Baltheim 1119–1125
- Norbert de Xanten 1126–1134
- Conrad I de Querfurt 1134–1142
- Frederic de Wettin 1142–1152
- Wichmann von Seeburg 1152–1180; príncep-arquebisbe immediatitzat del 1180 fins a 1192; Bisbe de Naumburg, 1150–54

Prínceps-arquebisbes de Magdeburg
- Wichmann von Seeburg 1180–1192; arquebisbe des de 1152
- Ludolf of Koppenstedt 1192–1205
- Albert I de Käfernburg 1205–1232
- Burkhard I de Woldenberg 1232–1235
- Wilbrand de Kasernberg 1235–1254
- Rudolf de Dinselstadt 1254–1260
- Rupert de Mansfeld 1260–1266
- Conrad II de Sternberg 1266–1277
- Günther I de Schwarzenberg 1277–1279
- Bernhard de Wolpe 1279–1282
- Eric de Brandenburg 1282–1295
- Burkhard II de Blankenburg 1295–1305
- Enric III d'Anhalt-Aschersleben 1305–1307
- Burkhard III de Mansfeld-Schrapglau 1307–1325
- Heideke d'Erssa 1326–1327
- Otó de Hessen 1327–1361
- Dietrich Kagelwit 1361–1367
- Albert II de Sternberg 1367–1372
- Peter Gelvto 1372–1381
- Lluís de Meissen 1381–1382
- Frederic II de Hoym 1382
- Albert III de Querfurt 1382–1403
- Günther II de Schwarzburg 1403–1445
- Frederic III de Beichlingen 1445–1464
- Joan II del Palatinat-Simmern 1464–1475
- Ernest de Saxònia 1475–1480; des de 1480 els arquebisbes van administrar el bisbat d'Halbertsadt; príncep-arquebisbe fins a 1513

Prínceps-arquebisbes de Magdeburg, administradors d'Halberstadt
- Ernest de Saxònia 1480–1513; príncep-arquebisbe des de 1475
- Albert IV de Brandenburg 1513–1545; també arquebisbe i elector de Magúncia de 1514 al 1554
- Joan Albert de Brandenburg-Ansbach 1545–1551
- Frederic IV de Brandenburg 1551–1552 (Frederic III a Halberstadt)
- 1552: La diòcesi passa a ser governada per administradors luterans

Administradors de Magdeburg
- Segimon de Brandenburg 1552–1566; també titulat príncep-arquebisbe
- Joaquim Frederic de Brandenburg 1566–1598
- Christian Wilhelm de Brandenburg 1598–1631
- Arxiduc Leopold Guillem d'Àustria, administrador catòlic, 1631–1638; també príncep-bisbe de Passau (1625–62), Estrasburg (1626–62), Halberstadt (1628–48), Olmütz (1632–62) i Breslau (1656–62) i de iure príncep-arquebisbe de Bremen (1635–45)
- August de Saxònia-Weissenfels, comte de Barby, 1638–1680
- 1680: secularització de l'arquebisbat

## Província eclesiàstica de Magdeburg

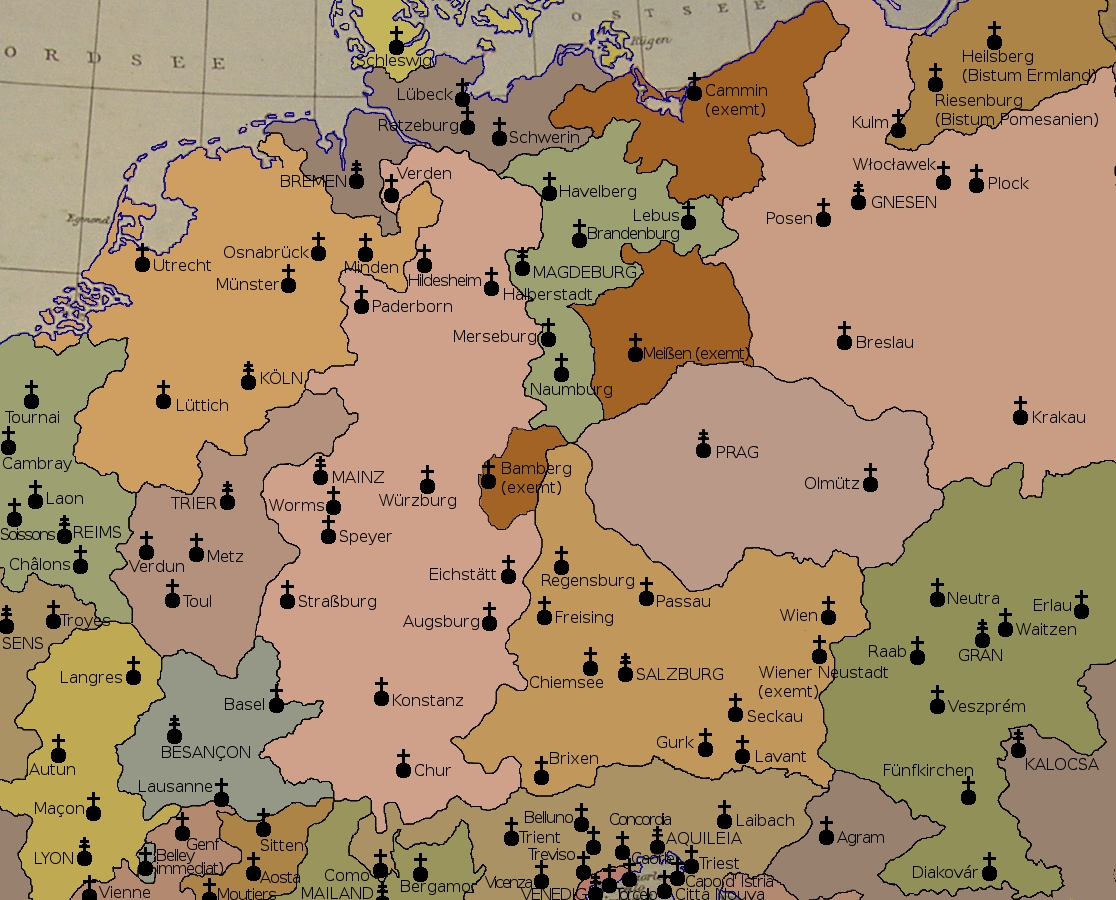
Província eclesiàstica de Magdeburg (en verd) entre altres províncies

L'arquebisbe de Magdeburg era el metropolità de la província eclesiàstica de Magdeburg (dissolta de facto el 1648). També ostentava el títol honorari de Primas Germaniae, i en certs moments el títol d'elector de Magúncia. Les sufragànies de Magdeburg eren:
- Diòcesi de Brandenburg, Luterana des de 1539, secularitzada i unida a l'Electorat de Brandenburg el 1571.
- Diòcesi d'Havelberg, Luterana des de 1558, dins la qual el principat-bisbat fou secularitzat i unit a l'Electorat de Brandenburg el 1598.
- Diòcesi de Lebus des de 1424 (abans sufragània de l'Arxidiòcesi de Gniezno), Luterana des de 1555; la seva possessió temporal, el comtat de Beeskow fou secularitzat i unit a l'Electorat de Brandenburg el 1598.
- Diòcesi de Merseburg, Luterana des de 1544, dins la qual el principat-bisbat fou secularitzat i unit a l'Electorat de Saxònia el 1565
- Diòcesi de Naumburg, Luterana entre 1542 i 1547 i després de 1562, dins la qual el principat-bisbat fou secularitzat i unit a l'Electorat de Saxònia el 1615